# Valentin Paret-Peintre
Valentin Paret-Peintre (Annemasse, 14 de enero de 2001) es un ciclista profesional francés que compite con el equipo Soudal Quick-Step.

## Trayectoria
Tras competir en su equipo de formación, dio el salto al profesionalismo en 2022 con un AG2R Citroën Team en el que ya competía su hermano Aurélien. A este le iba a intentar ayudar a hacer un buen puesto en la clasificación general del Giro de Italia 2023, la primera carrera por etapas de tres semanas en la que compitió. El año siguiente volvió a acudir a la prueba italiana y logró un triunfo de etapa. Esa fue su última temporada en el equipo y en 2025 se unió al Soudal Quick-Step.
El estreno con sus nuevos colores se produjo en el Tour de Omán, donde se impuso en la última etapa que le permitió ascender a la segunda posición de la clasificación general. En la Tirreno-Adriático sufrió una fractura en el sacro que le impidió participar en el Giro de Italia. En su lugar debutó en el Tour de Francia y consiguió la victoria en la decimosexta etapa con final en el Mont Ventoux.

## Palmarés
2020
- 1 etapa de la Ronde d'Isard

2024
- 1 etapa del Giro de Italia

2025
- 1 etapa del Tour de Omán
- 1 etapa del Tour de Francia

## Resultados en Grandes Vueltas
| Carrera | Carrera         | 2022 | 2023 | 2024 | 2025 |
| ------- | --------------- | ---- | ---- | ---- | ---- |
|         | Giro de Italia  | —    | 37.º | 16.º | —    |
|         | Tour de Francia | —    | —    | —    | 41.º |
|         | Vuelta a España | —    | —    | 45.º | —    |

—: no participa
Ab.: abandono

## Equipos
- AG2R (2022-2024)
  - AG2R Citroën Team (2022-2023)
  - Decathlon AG2R La Mondiale Team (2024)
- Soudal Quick-Step (2025-)